# Roc de Four Magnin
Le roc de Four Magnin est une montagne de France située en Savoie et Haute-Savoie, dans le massif des Bauges. Ce crêt est situé dans le même alignement que le Taillefer et les rocs de la Combe, parallèlement au roc des Bœufs au nord-ouest et à la montagne du Charbon à l'est, au sud du lac d'Annecy.

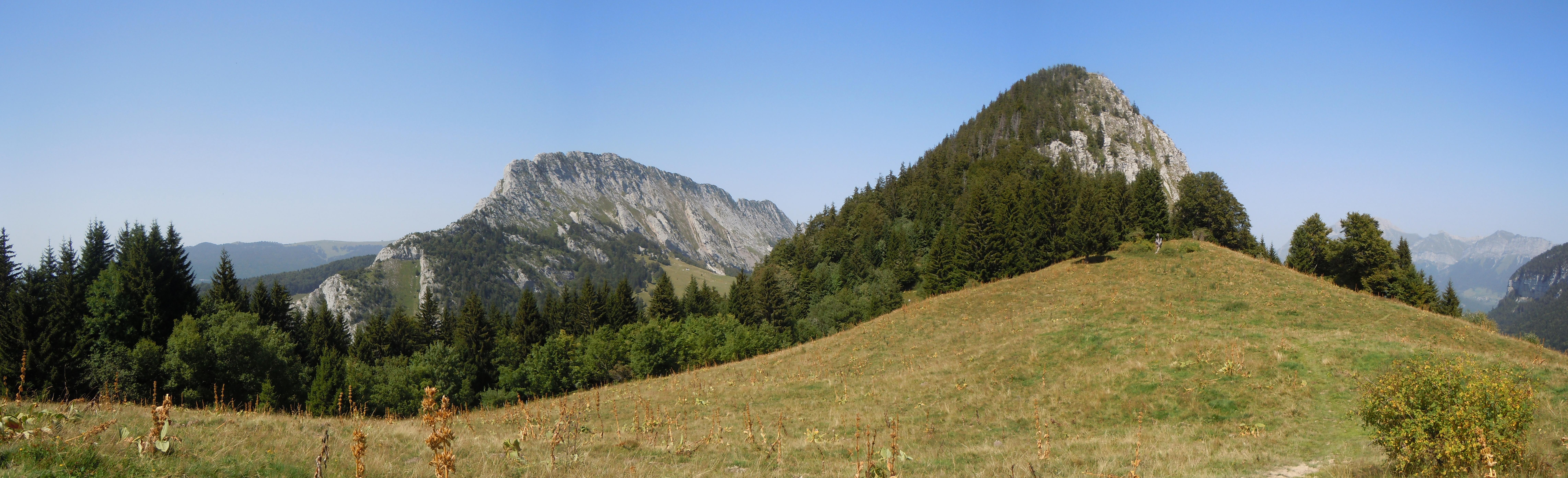
Le roc de Four Magnin à droite et le roc des Bœufs à gauche vus depuis le crêt du Char au sud.

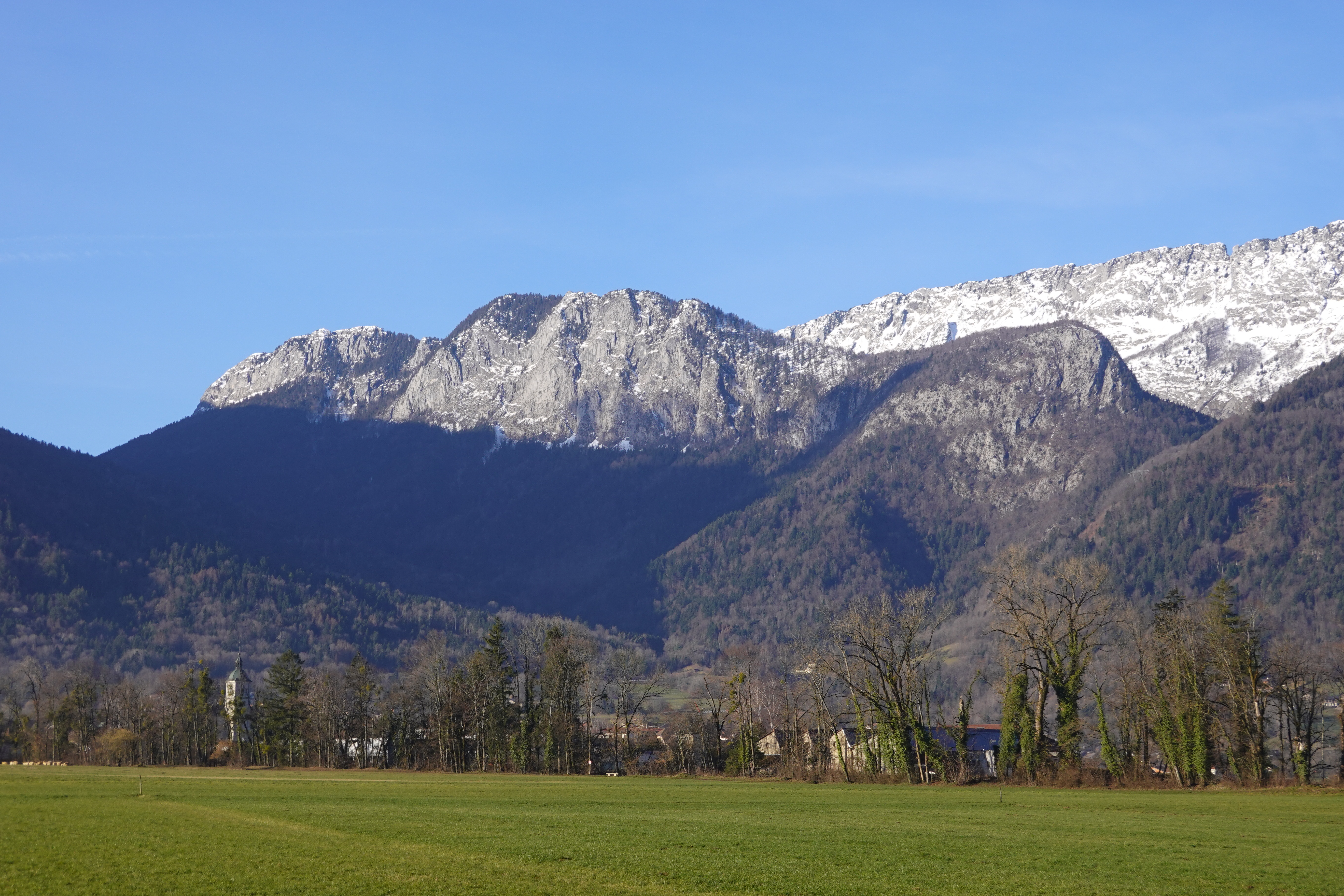
Vue depuis Doussard au nord-est des rocs de la Combe avec à gauche le roc de Four Magnin et en arrière plan à droite le roc des Bœufs.